# ساندرو فيريرا أندري
ساندرو فيريرا أندري المعروف بـدودو (مواليد 20 يونيو 1987) لاعب كرة قدم برازيلي.

## روابط خارجية
- ساندرو فيريرا أندري على موقع اتحاد تركيا (لاعب) (الإنجليزية)
- ساندرو فيريرا أندري على موقع قاعدة بيانات كرة القدم.إي يو (الإنجليزية)
- ساندرو فيريرا أندري على موقع Soccerway.com (الإنجليزية)
- ساندرو فيريرا أندري على موقع عالم كرة القدم.نت (الإنجليزية)